# Радецкая Болярка
Радецкая Болярка (укр. Радецька Болярка) — село на Украине, находится в Пулинском районе Житомирской области.
Код КОАТУУ — 1825482204. Население по переписи 2001 года составляет 113 человек. Почтовый индекс — 12015. Телефонный код — 4131. Занимает площадь 0,568 км².

## Адрес местного совета
12015, Житомирская область, Пулинский р-н, с. Кошелевка, ул. Ленина, 19